# Vrčin Dol
Vrčin Dol je naselje u Republici Hrvatskoj u Požeško-slavonskoj županiji, u sastavu grada Pleternice.

## Zemljopis
Vrčin Dol je smješten na Dilj gori oko 10 km istočno od Pleternice, susjedna naselja su Kadanovci na jugozapadu Mihaljevići na jugu i Ravan i Brčino na jugoistoku a Buk na sjeveru od koga je udaljen 2,7 km.

## Stanovništvo
Po popisu stanovništva iz 2011. godine Vrčin Dol je imao 2 stanovnika.
| broj stanovnika | 45    | 52    | 51    | 60    | 73    | 88    | 88    | 77    | 79    | 79    | 52    | 37    | 19    | 6     | 4     | 2     | 1     |
|                 | 1857. | 1869. | 1880. | 1890. | 1900. | 1910. | 1921. | 1931. | 1948. | 1953. | 1961. | 1971. | 1981. | 1991. | 2001. | 2011. | 2021. |

## Poznate osobe
- Marko Slivarić pl. Heldenburški - hrvatski general u Napoleonovoj vojsci.